# Susay
Susay (ryska: Сусай) är en ort i Azerbajdzjan.   Den ligger i distriktet Quba Rayonu, i den nordöstra delen av landet, 170 km nordväst om huvudstaden Baku. Susay ligger 1 237 meter över havet och antalet invånare är 701.
Terrängen runt Susay är kuperad åt nordost, men åt sydväst är den bergig. Närmaste större samhälle är Quba, 19,4 km öster om Susay. 
I omgivningarna runt Susay växer i huvudsak lövfällande lövskog. Runt Susay är det ganska glesbefolkat, med 48 invånare per kvadratkilometer.